# Bezpancerzowce
Bezpancerzowce (Anostraca) – skorupiaki występujące na wszystkich kontynentach, we wszystkich strefach zoogeograficznych. Dotychczas opisano ponad 300 gatunków, jednak około 1/4 z nich znana jest tylko z locus typicus lub mniej niż 3 miejsc. Najliczniejszą w gatunki jest Palearktyka z centrum bioróżnorodności na Bałkanach. Zwyczajowo zaliczane do sztucznej grupy dużych skrzelonogów (ang. large Branchiopods), wraz z Notostraca, Laevicaudata, Spinicaudata oraz Cyclestherida.
Bezpancerzowce żyją z reguły w astatycznych zbiornikach wodnych – okresowo wysychających lub przemarzających do dna. Nieliczne gatunki zasiedlają zbiorniki stałe (np.Artemia salina związana jest ze słonymi jeziorami). Charakterystycznym przystosowaniem do życia w trudnych warunkach jest wytwarzanie stadiów przetrwalnikowych – cyst (jaj przetrwalnych, jaj spoczynkowych). Są to embriony zamknięte w twardej powłoce – odporne na wysychanie, przemarzanie, pożary oraz różne rodzaje promieniowania. Po ustąpieniu niekorzystnych warunków (kiedy zbiornik napełnia się wodą lub rozmarza) z cyst synchronicznie wylęga się nowe pokolenie.

## Budowa zewnętrzna
Ciało Anostraca jest wydłużone, pozbawione karapaksu, na głowie znajdują się 2 pary czułków. Pierwsza para jest cienka i krótka, druga natomiast u samców przekształcona w szczypce służące do przytrzymywania samicy podczas kopulacji. Oczy osadzone są lateralnie, na słupkach. Tułów składa się z 11 segmentów, z parą odnóży na każdym z nich. W odnóżach wyróżnić można 5 części i funkcji, które pełnią:
1. preepodit – filtracja,
2. epipodit – wymiana gazowa,
3. egzopodit – lokomotoryka,
4. endopodit – filtracja,
5. endyt – rozdrabnianie pokarmu.

Odwłok zakończony widełkami (cercopodit) składa się z 9 segmentów i pozbawiony jest odnóży. U samców na pierwszym segmencie odwłoka znajduje się parzysty penis, u samicy na 1 i 2 segmencie worek jajowy. Anostraca charakteryzują się najbardziej pierwotną budową z całej gromady Branchiopoda.

## Znaczenie
Bezpancerzowce są głównymi przedstawicielami dużych bezkręgowców (ang. macroinvertebrates) żyjących w astatycznych zbiornikach wodnych. Mimo że dotychczasowo uznawano je za zwierzęta o znikomym znaczeniu, badania z ostatnich lat dowodzą ich znaczenia jako pożywienia dla ptaków (np. flamingi oraz ptaki migrujące). Ponadto dyskutowane jest zastosowanie ich jako bioindykatorów. Używane są w badaniach nad akumulacją metali ciężkich w organizmach. Ze względu na charakterystyczne wytwarzanie cyst są doskonałym modelem do badań nad diapauzą.
Larwy (naupli) Artemia salina są komercyjnie wykorzystywane jako pokarm dla ryb akwariowych.

## Systematyka
W obrębie skrzelonogów bezpancerzowce umieszczane są w monotypowej podgromadzie Sarsostraca w randze rzędu. Dzieli się je na 2 podrzędy i 8 lub 9 rodzin:
- podrząd: Artemiina Weekers, Murugan, Vanfleteren, Belk and Dumont, 2002
  - rodzina: Artemiidae Grochowski, 1896
  - rodzina: Parartemiidae Simon, 1886
- podrząd: Anostracina Weekers, Murugan, Vanfleteren, Belk and Dumont, 2002
  - rodzina: Branchinectidae Daday, 1910
  - rodzina: Branchipodidae Simon, 1886
  - rodzina: Chirocephalidae Daday, 1910
  - rodzina: Linderiellidae[2]
  - rodzina: Streptocephalidae Daday, 1910
  - rodzina: Tanymastigitidae Weekers, Murugan, Vanfleteren, Belk and Dumont, 2002
  - rodzina: Thamnocephalidae Packard, 1883

## Przedstawiciele w Polsce
- Artemia salina – solowiec (słonaczek), w Polsce jedynie według Wykazu Zwierząt Polski
- Branchipus schaefferi – zadychra pospolita, gatunek stepowy, występuje w małych zbiornikach wypełnionych mętną wodą i pozbawionych roślinności
- Streptocephalus torvicornis – locus typicus Odolany w Warszawie, gatunek o podobnych wymaganiach siedliskowych co B. schaefferi
- Branchinecta paludosa – skrzelopływka bagienna, zadychra północna, w Polsce relikt polodowcowy znany jedynie z Dwoistego Stawu Gąsienicowego, prawdopodobnie wyginał po introdukcji pstrąga w latach 60. XX w.
- Chirocephalus diaphanus – gatunek górski, niekiedy występuje na nizinach, w Polsce znany jedynie z okolic Gdańska
- Chirocephalus josephinae – gatunek Syberyjski, wiosenny
- Chirocephalus shadini – w Polsce początkowo opisany jako Chirocephalus hungaricus subsp. varsoviensis, gatunek często współwystępujący z dziwogłówką wiosenną
- Eubranchipus grubei – dziwogłówka wiosenna dawniej Chirocephalus grubei lub Siphonophanes grubei, gatunek zimnolubny, występuje zimą oraz wiosną w zbiornikach w znacznej mierze porośniętych

Ponadto w sąsiednich krajach (Niemcy, Czechy, Słowacja oraz Ukraina) występuje gatunek Tanymastix stagnalis, który prawdopodobnie występuje również w Polsce.